# 馬爾福德 (科羅拉多州)
馬爾福德（英語：Mulford）是位於美國科羅拉多州加菲爾德縣的一個人口普查指定地區。

## 地理
馬爾福德的座標為39°34′33″N 107°10′06″W / 39.57583°N 107.16833°W，而該地最高點為海拔高度1900米（即6230英尺）。

## 人口
根據2010年美國人口普查的數據，馬爾福德的面積為1.73平方千米，均為陸地。當地共有人口174人，而人口密度為每平方千米100人。